# Green C.4

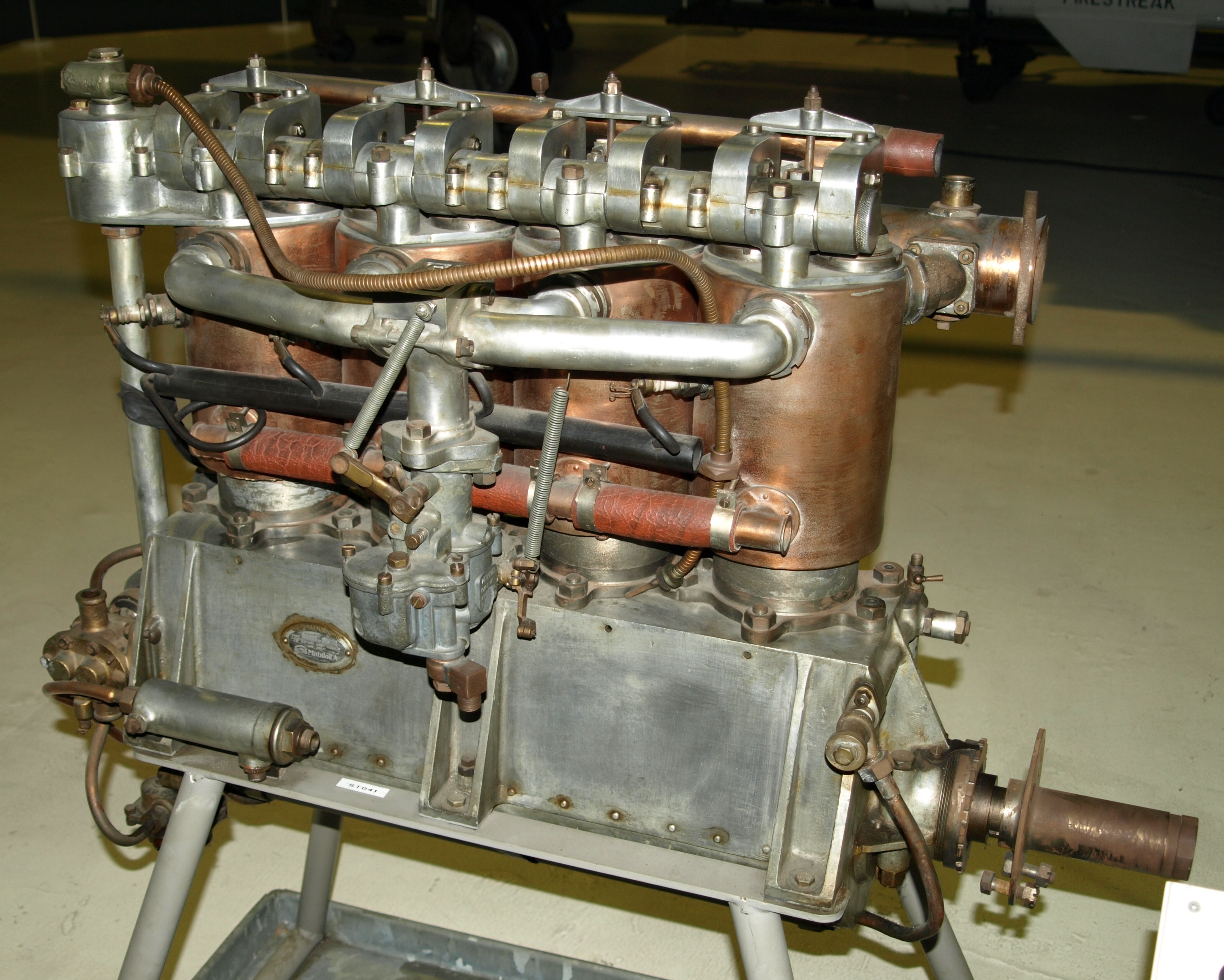
Green C.4 restauriert im Royal Air Force Museum London (Hendon)

Der Green C.4 war ein englischer wassergekühlter Vierzylinder-Flugmotor, der im Jahr 1908 von Gustavus Green vorgestellt wurde.
Green entwickelte seit 1905 Flugmotoren. 1913 gründete er seine eigene Green Engine Company. Der Green C.4 wurde im Laufe der Jahre in verschiedenen Flugzeugen eingebaut. Hauptabnehmer waren die Avro-Werke in Manchester.

## Technische Daten
- Typ: Vierzylinder-Reihenkolbenmotor mit stehenden Zylindern und Kühlmantel aus Kupfer
- Bohrung: 105 mm
- Hub: 120 mm
- Hubraum: 4,158 Liter
- Länge: 991 mm
- Breite: 406 mm
- Höhe: 711 mm
- Trockengewicht: 83 kg
- Ventiltrieb: obenliegenden Nockenwelle, zwei Ventile pro Zylinder
- Kraftstoffart: Benzin
- Vergaser: ein Luftfahrtvergaser mit Gemischverstellung
- Kühlsystem: Wasserkühlung
- Zündung: Magnetzündung
- Anlasser: keinen, wurde von Hand angeworfen
- Motorschmierung: Trockensumpf mit zwei Rückförderpumpen
- Luftschraube: Direktantrieb ohne Untersetzung, rechtsdrehend
- Leistung: 39 kW (52,5 PS) bei 1.460 Umdrehungen pro Minute (maximale Leistung)[2]

## Anwendungen
- Aeronautical Syndicate Valkyrie Type A
- Roe II Triplane
- Roe III Triplane
- Roe IV Triplane
- Avro Type D
- Avro Baby
- Blackburn First Monoplane
- Handley Page Type B
- Handley Page Type D
- Hornstein biplane
- Macfie Empress
- Martin-Handasyde No.3
- Neale VII biplane
- Short S.27
- Sopwith Burgess-Wright
- Wells Reo